# Nephelomyias pulcher
El mosquero hermoso (Nephelomyias pulcher), también denominado mosqueta bonita, mosquerito hermoso (en Perú), atrapamoscas hermoso (en Colombia) o mosqueta hermosa (en Ecuador) es una especie de ave paseriforme de la familia Tyrannidae perteneciente al género Nephelomyias. Habita en regiones andina del noroeste y centro oeste de América del Sur.

## Distribución y hábitat
Se distribuye por las tres cordilleras andinas de Colombia hasta el norte de Ecuador, Andes del sur de Ecuador y noroeste de Perú y del sureste de Perú y noroeste de Bolivia, donde es muy raro.
Esta especie es considerada poco común en sus hábitats naturales: el dosel y los bordes de bosques montanos , principalmente entre los 1500 y los 2500 m de altitud.

## Sistemática

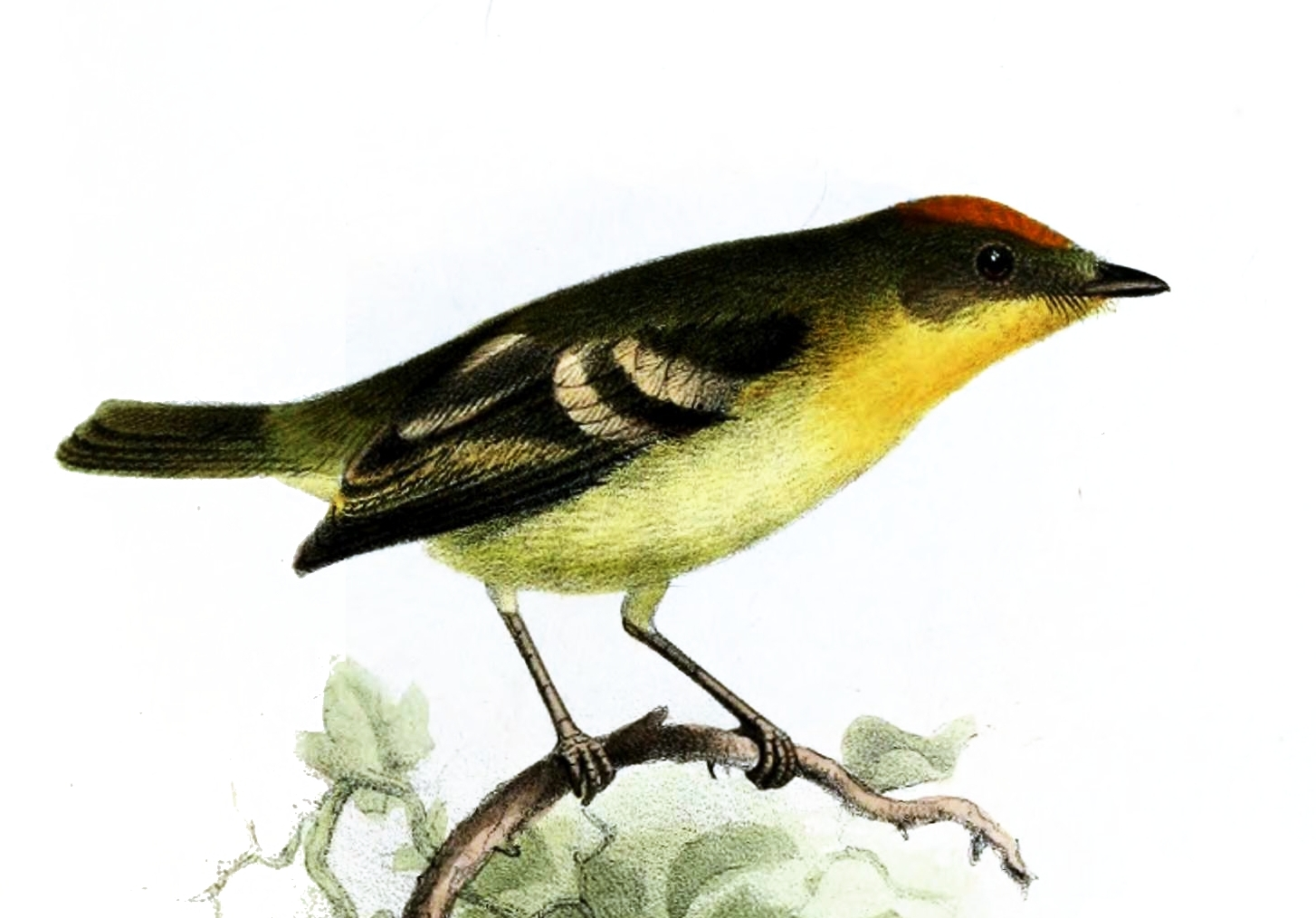
Miyiobius pulcher, ilustración de Joseph Smit en Proceedings of the Zoological Society of London, 1866.

### Descripción original
La especie N. pulcher fue descrita por primera vez por el zoólogo británico Philip Lutley Sclater en 1861 bajo el nombre científico Myiobius pulcher; su localidad tipo es: «Ecuador».

### Etimología
El nombre genérico femenino «Nephelomyias» se compone de las palabras del griego «nephelē» que significa ‘nube’, y «muia, muias» que significa ‘mosca’; en referencia al bosque nuboso, hábitat de los atrapamoscas del género; y el nombre de la especie «pulcher» en latín significa ‘hermoso’.

### Taxonomía
Ohlson et al. (2009) presentaron datos genético-moleculares demostrando que el género Myiophobus era polifilético y como consecuencia las especies entonces denominadas Myiophobus pulcher, M. lintoni y M. ochraceiventris fueron transferidas a un nuevo género Nephelomyias, lo que fue reconocido mediante la aprobación de la Propuesta N° 425 al Comité de Clasificación de Sudamérica (SACC) (SACC).

### Subespecies
Según las clasificaciones del Congreso Ornitológico Internacional (IOC) y Clements Checklist/eBird se reconocen tres subespecies, con su correspondiente distribución geográfica:
- Nephelomyias pulcher pulcher (P.L. Sclater), 1861 – pendiente occidental de los Andes del oeste de Colombia (al sur desde Valle) y noroeste de Ecuador (al sur hasta Cotopaxi).
- Nephelomyias pulcher bellus (P.L. Sclater), 1862 – localmente en los Andes centrales y orientales de Colombia y en la pendiente oriental de los Andes del sureste de Ecuador y extremo norte de Perú (noroeste de Cajamarca).
- Nephelomyias pulcher oblitus (Bond), 1943 – pendiente oriental de los Andes del sureste de Perú (Cuzco y Puno); registrado también en el centro de Bolivia (Cochabamba), donde se desconoce su situación.